# ラクダ
ラクダ（駱駝）は、哺乳類・ウシ目（鯨偶蹄目）・ラクダ科・ラクダ属 Camelus の動物の総称。西アジア原産で背中に1つのコブ（瘤）を持つヒトコブラクダ (Camelus dromedarius) と、中央アジア原産で2つのコブをもつ2種のフタコブラクダ（Camelus bactrianus と Camelus ferus）の3種が現存する。砂漠などの乾燥地帯に最も適応した家畜であり、古くから乾燥地帯への人類の拡大に大きな役割を果たしている。

## 分類
フタコブラクダは古くから家畜種 Camelus bactrianus Linnaeus, 1758 が知られていた。19世紀後半に、ロシア人の探検家ニコライ・プルジェワーリスキー（プルツェワルスキー）が中央アジアで野生の個体群を発見し、Camelus ferus Przhewalski, 1878 と命名した。この二つは最近まではどちらも Camelus bactrianus に含まれていたが、2003年に動物命名法国際審議会は、C. ferus を保全名とし、より古い C. bactrianus に対して有効であるとの裁定を下した(Opinion 2027)。これは野生種と家畜種とを同種として扱う場合には C. ferus としなければならないことを示しており、IUCNレッドリストにおいては C. bactrianus は C. ferus のシノニムとして扱われている。
その後、C. bactrianus と C. ferus は、近縁ではあるが別種としてみなされている。それぞれのフタコブラクダを和名でどう呼ぶのかは未定である。

## 体の構造

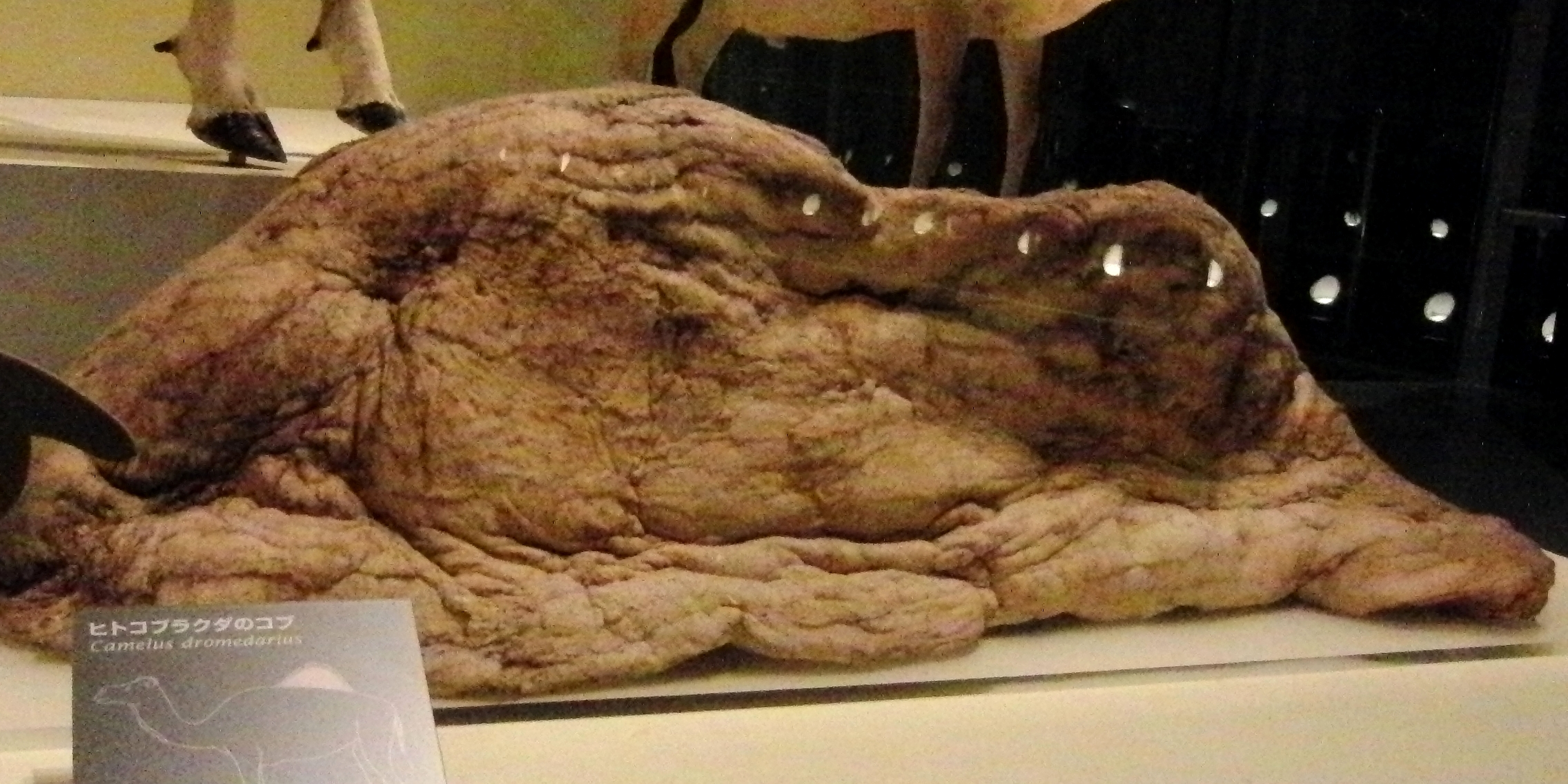
ヒトコブラクダのコブの中身（脂肪）。国立科学博物館の展示。

背中のコブの中には脂肪が入っており、エネルギーを蓄えるだけでなく、断熱材として働き、汗をほとんどかかないラクダの体温が日射によって上昇し過ぎるのを防ぐ役割もある。いわば、皮下脂肪がほとんど背中に集中したような構造であり、日射による背中からの熱の流入を妨ぎつつ、背中以外の体表からの放熱を促す。「コブの中に水が入っている」というのは、長期間乾燥に耐えることから誤って伝えられた迷信であるが、一度に80リットル程度の水を摂取することが可能である。出生時にコブは無く、背中の将来こぶになる部分は皮膚がたるんでいる。つまり脂肪を蓄える袋だけがある状態で生まれてくる。
ラクダは砂漠のような乾燥した環境に適応しており、水を飲まずに数日間は耐えることができる。砂塵を避けるため、鼻の穴を閉じることができ、目は長い睫毛（まつげ）で保護されている。哺乳類には珍しく瞬膜を完全な形で備えている。また、塩性化の進行した地域における河川の水など塩分濃度の非常に高い水でも飲むことができる。さらに胼胝と呼ばれる皮膚が分厚く角質化した箇所が左右の前脚の付け根、後脚の膝、胸の5か所にある。胼胝は断熱性に優れ、ここを接地して座れば高温に熱された地面の影響を受けることなく休むことが出来る。 野生種のフタコブラクダは、他のラクダ類も耐えられない、海水よりも塩分の強い水を水分として確保できる唯一の哺乳類である。
他の偶蹄目の動物と同様、ラクダは側対歩（交互に同じ側面の前後肢を出して歩く）をする。しかし、偶蹄目の特徴が必ずしも全て当てはまるわけではなく、偶蹄目の他の動物などのように、胴と大腿部の間に皮が張られてはいない。また、同様に反芻を行うウシ亜目（反芻亜目）は4室の胃をもつが、ラクダには第3の胃と第4の胃の区別がほとんどない。従来ラクダ科を含むラクダ亜目は反芻をしないイノシシ亜目と反芻するウシ亜目の中間に置かれていた。しかし遺伝子解析による分析では、ラクダ亜目は偶蹄目の中でもかなり早い時期にイノシシ亜目とウシ亜目の共通祖先と分岐しており、同じように反芻をするウシやヒツジ、ヤギなどは、ラクダ科よりもむしろイノシシ科やカバ科、クジラ目の方に近縁であることが明らかになっている。
ラクダの蹄（ひづめ）は小さく、指は2本で、5本あったうちの中指と薬指が残ったものである。退化した蹄に代わり、脚の裏は皮膚組織が膨らんでクッション状に発達している。これは歩行時に地面に対する圧力を分散させて、脚が砂にめり込まないようにするための構造で、雪上靴やかんじきと同じ役割を持つ。砂地においては、蹄よりもこちらの構造が適しているのである。
川を泳いで渡ることも可能とされる。

## 酷暑・乾燥に耐える生理機構
ラクダの酷暑や乾燥に対する強い耐久力については様々に言われてきた。特に、長期間にわたって水を飲まずに行動できる点については昔から驚異の的であり、「背中のコブに水を蓄えている」という思い込みもそこから出たものである。体内に水を貯蔵する特別な袋があるとも、胃に蓄えているのだとも考えられたが、いずれも研究の結果否定された。
実際には、ラクダは血液中に水分を蓄えていることがわかっている。ラクダは一度に80リットル、最高で136リットルもの水を飲むが、その水は血液中に吸収され、大量の水分を含んだ血液が循環する。ラクダ以外の哺乳類では、血液中に水分が多すぎるとその水が赤血球中に浸透し、その圧力で赤血球が破裂してしまう（溶血）が、ラクダでは水分を吸収して2倍にも膨れ上がっても破裂しない。また、水の摂取しにくい環境では、通常は34-38度の体温を40度くらいに上げて、極力水分の排泄を防ぐ。もちろん尿の量も最小限にするため、濃度がかなり高い。また、人間の場合は体重の1割程度の水が失われると生命に危険が及ぶが、ラクダは4割が失われても生命を維持できる。そのかわり、渇いた時には一気に大量の水を飲むので、ラクダの群れに水を与えるには非常に大量の水を必要とすることとなる。野生種のフタコブラクダは、海水よりも塩分の強い水を補給する事のできる唯一の哺乳類だとされている。
ラクダは乾燥地帯の気候に順応しているが、湿潤環境には弱い。日本のような高温多湿の環境では熱中症となった事例もある。足が湿地帯を移動するようにできておらず、傷めることが多い。また湿潤環境に多く発生する疫病に対して抵抗力がない。アフリカ大陸においてはニジェール川が最も砂漠に近くなるニジェール川大湾曲部のトンブクトゥあたりが南限であり、これ以南では荷役動物がロバへと変わる。

## 牧畜
ラクダは乾燥地帯において主に飼育される家畜の一つである。もっとも、遊牧においてラクダのみを飼育することは非常に少なく、ヒツジやヤギ、ウシなどといった乾燥地域にやや適応した他の家畜と組み合わせて飼育されることが一般的である。これは、飢饉や疫病などによって所有する家畜が大打撃を受けた時のリスク軽減のためである。また、ラクダは繁殖が遅く増やすのが難しい。オスは6歳にならないと交尾が可能とならず、発情期は年に1回しかない。メスも他の家畜と比較して成熟に多くの時間が必要であり、妊娠期間は12ヶ月近くに及ぶ。
反面、寿命は約30年と長く、乾燥に強いために旱魃の際にも他の家畜に比べて打撃を受けにくい。このため、ヒツジやヤギが可処分所得として短期取引用に使用されるのに対し、ラクダは資産形成など長期の取引のために飼養される。一方、ラクダとヤギやウシを同じ群れとして放牧すると食物を巡って争いを起こしやすいため、ラクダの群れはほかの動物と分けて放牧するのが通例である。

## 野生における個体群
ラクダ科の祖先はもともと北アメリカ大陸で進化したものであり、200万年から300万年前に陸橋化していたベーリング海峡（ベーリング地峡）を通ってユーラシア大陸へと移動し、ここで現在のラクダへと進化した。北アメリカ大陸のラクダ科は絶滅したが、パナマ地峡を通って南アメリカ大陸へと移動したグループは生き残り、現在でもリャマやアルパカ、ビクーニャ、グアナコの近縁4種が生き残っている。
ヒトコブラクダとフタコブラクダの家畜化はおそらくそれぞれ独立に行われたと考えられている。ヒトコブラクダが家畜化された年代については紀元前2000年以前、紀元前4000年、紀元前1300 - 1400年などの諸説がある。おそらくはアラビアで行われ、そこから北アフリカ、東アフリカなどへと広がった。フタコブラクダはおそらく紀元前2500年頃、イラン北部からトルキスタン南西部にかけての地域で家畜化され、そこからイラク、インド、中国へと広がったものと推測されている。

### ヒトコブラクダ
ヒトコブラクダの個体群はほぼ完全に家畜個体群に飲み込まれたため、野生個体群は絶滅した。ただ、辛うじてオーストラリアで二次的に野生化した個体群から、野生のヒトコブラクダの生態のありさまを垣間見ることができる。また、2001年には中国の奥地にて1000頭のヒトコブラクダ野生個体群が発見された。塩水とアルカリ土壌に棲息していること以外の詳細は不明で、遺伝子解析などは調査中である。この個体群についても、二次的に野生化したものと推測されている。したがって、純粋な意味での野生のヒトコブラクダは絶滅した、という見解は崩されずにいる。

### フタコブラクダ
野生のフタコブラクダの個体数は、世界中で約1000頭しかいないとされている。このため、野生のフタコブラクダは2002年に、国際自然保護連合（IUCN）によって絶滅危惧種に指定され、レッドデータリストに掲載されている。

## 生息域
2010年には全世界で1400万頭のラクダが生息しており、その90%がヒトコブラクダであった。ヒトコブラクダとフタコブラクダの生息域は一部では重なり合うものの、基本的には違う地域に生息している。
ヒトコブラクダは西アジア原産であり、現在でもインドやインダス川流域から西の中央アジア、イランなどの西アジア全域、アラビア半島、北アフリカ、東アフリカを中心に分布している。中でも、特にアフリカの角地域では現在でも遊牧生活においてラクダが重要な役割を果たしており、世界最大のラクダ飼育地域となっている。世界で最大のラクダ飼育頭数を誇るソマリアや、エチオピアにおいてラクダは現在でも乳、肉、移動手段を提供し続けている。
フタコブラクダは中央アジア原産である。トルコ以東、イランやカスピ海沿岸、中央アジア、新疆ウイグル自治区やモンゴル高原付近にまで生息している。頭数は140万頭程度で、ラクダのうちの10%程度である。家畜として飼育する場合は通常どちらかの種しか飼育しないが、両種の雑種は大型となるため荷役用として価値が高く、中央アジアでは両種をともに飼育して常に雑種を生み出し続けるようにしていた（後述）。
また、ヒトコブラクダは砂漠の広がるオーストラリアに人為的に持ち込まれ、現在では野生化して繁殖している。植民地としてオーストラリア内陸への入植を進めたイギリスが、同じく英領であったインドやパキスタン、その北隣のアフガニスタンから、約2万頭のラクダと約2000人のラクダ使いを送り込んだ。オーストラリア大陸で鉄道と自動車が普及し、ラクダの必要性が低下した。当局から殺処分を求められたラクダ使いは、ラクダを野に放った。こうして、ラクダの個体群は19世紀から20世紀にかけて持ち込まれたものが野生化した。オーストラリア中央部の砂漠地帯にかつては約70万頭が生息していた。この数字は年間8%ずつ増大した。この野生ラクダはオーストラリアで盛んなヒツジの牧畜用の資源を荒らすため、オーストラリア政府は10万頭以上を駆除している。その結果、2018年時点で約30万頭が残っている。一方で、輸送用ではなくラクダ乳を入手を目的とした牧場も運営されている（「食用」も参照）。

## 年齢
ヒトコブラクダは歯を見ることで年齢を知ることが出来る。生まれた時は22本の乳歯があり、加齢と共に歯が生え変わり、7歳で34本の永久歯に生え変わる。このため、古くからラクダを取引するアラブ商人たちはラクダの歯の生え方で値段を決めていた。また、地方によっては歯の生え方で呼び方を変えることもあり、販売価格などと密接に関係している。ラクダの平均寿命は25歳前後だが、アラブ社会では古くからラクダの寿命は33年3ヶ月と3日と言われてきた。ヒジュラ暦は1年が11日ほど短いため33年3ヶ月と3日で季節が33回変わり、太陽暦の33年に相当する。
ラクダの年齢は歯が一組変わるごとに1歳加齢される独特の年齢加算法を用いる場合があるので、実際の年齢とラクダ商人が数える年齢が一致しないことがある。
1歳
上顎両側に4本の臼歯と下顎両側に3本の臼歯
2-3歳
上顎両側に5本の臼歯と下顎両側に3本の臼歯
4歳半
糸切歯が生え始める。
5歳
上顎両側の乳歯1本が2本の永久歯に生え変わり、下顎両側に1本の臼歯が乳歯から永久歯に生え変る。
アラブ社会では古くから、上顎両側に6本の奥歯があるラクダを砂漠の横断が可能な大人のラクダとしていた。
5歳半
2本目の糸切歯が生え始める。
6歳
上顎にも糸切歯と犬歯が生える。
7歳
全ての歯が乳歯から永久歯に変わる。
10歳以上
永久歯の磨り減り具合で判断する。
歯の磨り減り方は生活環境によって異なるため、必ずしも実際の年齢とは一致しないが、アラブ社会では古くからラクダの年齢を知る方法として用いられてきた。歯が磨り減ってしまうと通常の餌が食べられなくなるため、近代以前は寿命とされてきた。

## 雑種

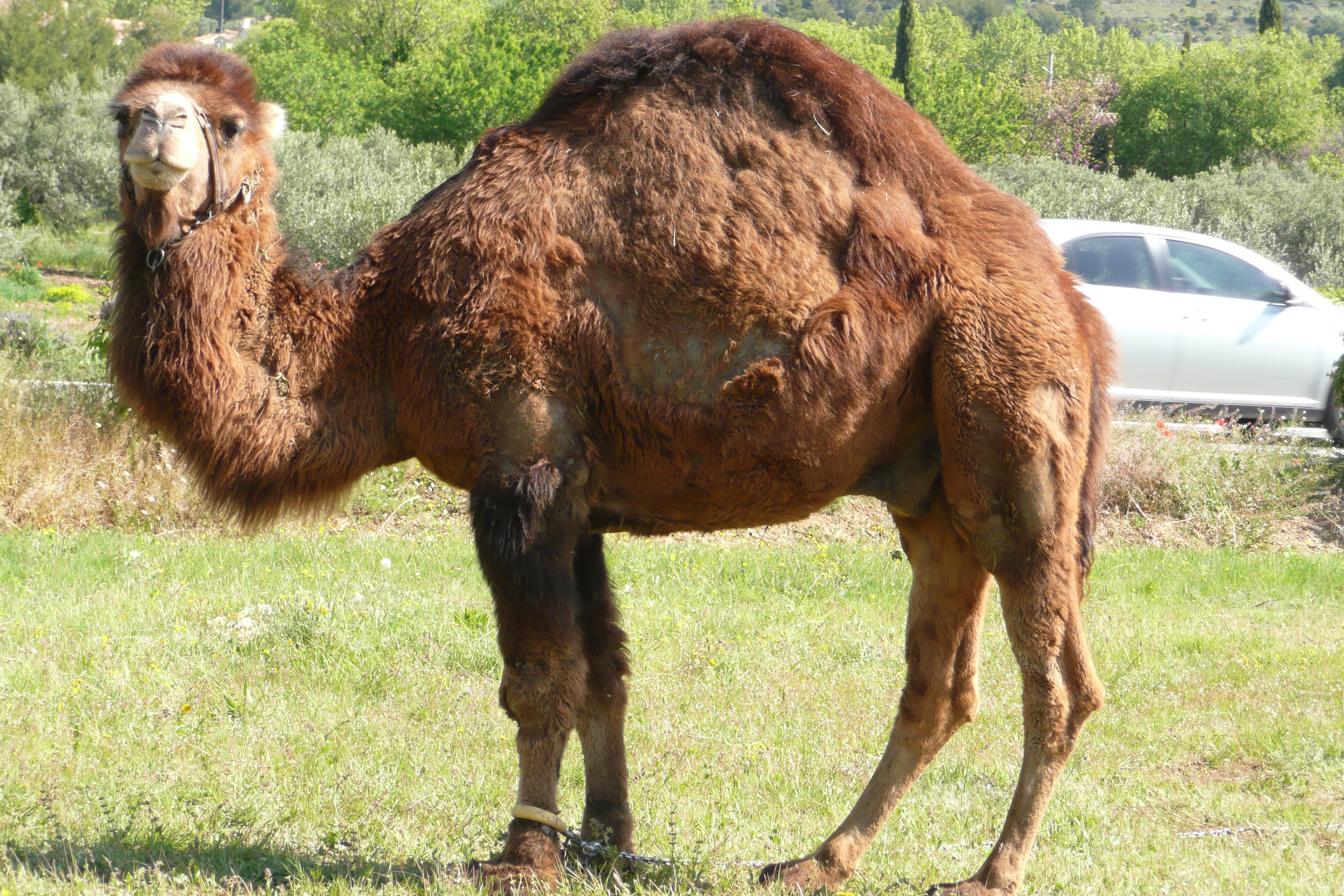
ハイブリッドキャメル

- ハイブリッドキャメル（英語版）…ヒトコブラクダとフタコブラクダの間には雑種ができ、カザフスタンではブフト（bukht）と呼ばれる。雑種の瘤は一つで、どちらの種よりも体格とスタミナで勝るため役畜として重用される[38]。雌のハイブリッド・キャメルはフタコブラクダと戻し交配することができ、ヒトコブラクダの血を25%、フタコブラクダの血を75%引く乗用のラクダがつくられる。
- キャマ…ヒトコブラクダとリャマとの間に人工的に作られた種間雑種

## 人間との関わり

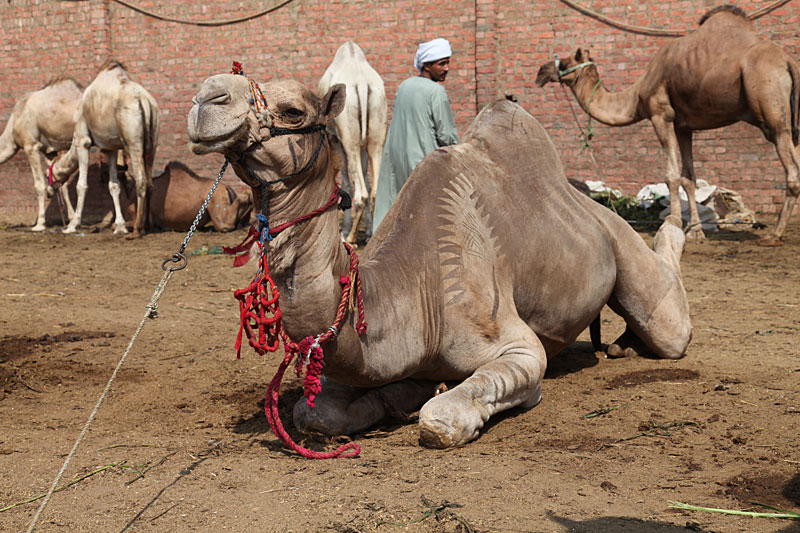
エジプトのBirqashで売買されているラクダ

ラクダを最初に家畜化したのは古代のアラム人ではないかと考えられている。アラム人はヒトコブラクダを放牧する遊牧民、あるいはラクダを荷物運搬に使って隊商を組む通商民として歴史に登場した。砂漠を越えることは他の使役動物ではほぼ不可能であるため、ラクダを使用することによって初めて砂漠を横断する通商路が使用可能となった。やがて交易ルートは東へと延びていき、それに伴ってラクダも東方へと生息域を広げていった。
古代エジプトでは、砂漠は邪悪な土地であったため、そこに生息するラクダも忌避された。
シルクロードの3つの道のうち、最も距離が短くよく利用されたオアシス・ルートは、ラクダの利用があって初めて開拓しえたルートである。シルクロードを越えるキャラバンは何十頭ものラクダによって構成され、大航海時代までの間はユーラシア大陸の陸路を使う東西交易の主力となっていた。サハラ砂漠においては、それまで主な使役動物であった馬に代わって3世紀頃に東方からラクダがもたらされることで初めてサハラを縦断する交易ルートの開設が可能となり、サハラ交易がスタートした。また、ラクダは湿潤地帯で荷役を行わせることは困難であるため、砂漠とサヘル地帯の境界に近いニジェール川大湾曲部のトンブクトゥなどはラクダとニジェール川水運やロバとの荷の積み替え地点として栄えた。
歴史学者のリチャード・ブリエットは別のストーリーとして、紀元前3000年頃、アフリカから中央アジアにかけてラクダを捕食対象としていた狩猟採集民のうち、アラビア海南部沿岸（今日のソマリア周辺）地域のグループが最初にヒトコブラクダを馴化させたと主張している。最初の利用目的は乳の採取だったといい、牧草地を求めて遊牧を始めたことから駄獣としての利用に発展したという。
ブリエットによれば、フタコブラクダの家畜化は紀元前2500年頃、イランとトルクメニスタンの間の高原地域で生活していた遊牧民によって行われ、その手法が中央アジアを経てメソポタミアに広がったという。アッシリア人の戦勝記念に描かれたレリーフに現れるラクダの多くは荷車を牽いている。
唐時代の官の家畜に関する規定である厩牧令ではラクダとゾウの記述があったが、それを継承した日本の厩牧令では国内事情に合わせるため記述が削除された。
2021年に、サウジアラビア、オマーン、アラブ首長国連邦などでラクダを飼育する際に使用されるラクダへの口頭指示ヘダアは、国際連合教育科学文化機関（ユネスコ）によって無形文化遺産と認定された。

### 駄獣
キャラバンなどに使用された。砂漠を迂回する必要が無いため、シルクロード交易に大きく貢献した。
運べる重量は、短距離なら227kg、ローマ時代の標準的なラクダでは約195kgとされる。運べる距離は、1日に24-32kmを最小限の水と餌で運べた。運ばれる荷物は、腐りにくい絹や貴金属類などが主だった。ラクダは、砂漠などには適するが山岳地帯や岩場には不向きなので、ラバやヤクなどの駄獣に積みなおす必要がある。また、道路が整備されていれば約2倍の荷物が運べる馬車などの方が良く、水運が使えればビザンツ帝国期の商帆船1隻でラクダ約1000匹以上に相当する荷物が運べた。

### 乗用

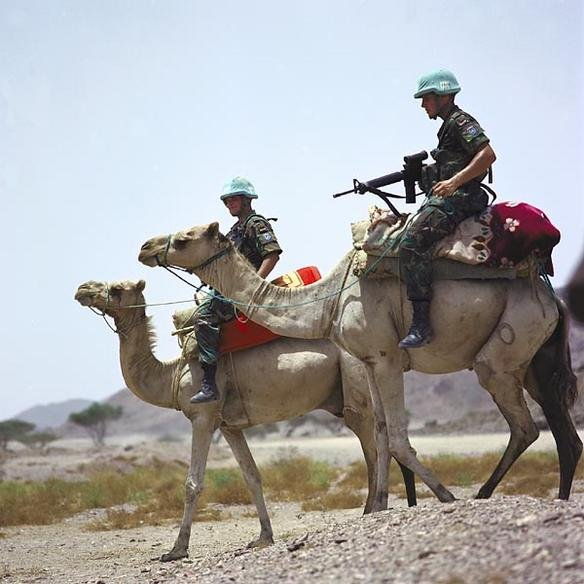
エリトリアで活動するPKFの隊員（2005年）

ラクダと人類とのかかわりにおいて、最も重要なものは乗用利用である。ラクダは「砂漠の舟」とも呼ばれ、他の使役動物では越えることのできない乾燥地域を越える場合にはほぼ唯一の輸送手段となっていた。特に利用されていたのは砂漠の多いアラブ世界であり、20世紀後半に自動車が普及するまで重要な移動手段であった。前述のように側対歩で歩行するラクダは歩行時に身体が大きく左右に揺れる。このため慣れない者がラクダに乗る場合、船酔いのような症状（ラクダ酔い）を起こすことがある。
初期のラクダの鞍はコブの後部に置かれたマットを前方に伸ばした帯でコブに固定したもので、主に荷役用として使われた。やがて騎乗を目的としたコブの前に乗せる馬蹄形の鞍が現れたが、初期の騎乗用の鞍はぐらつきが大きく戦闘には向かなかった。アラビアでは紀元前500年ごろ以降に、コブではなく肋骨に負荷をかける設計の鞍が現れたことによって騎乗戦闘が可能となり、紀元前2世紀頃には遊牧民と商業国家のパワーバランスを変えるなど、社会に変革をもたらすほどの影響を与えるようになった。
現代においてはほとんどが自動車に取って代わられたものの、マリ北部のタウデニから南のトンブクトゥへと塩の板を運ぶキャラバンなどは現在でもラクダが使用され、2000頭から3000頭ものラクダのキャラバンが10月から5月までの涼しい時期に1か月以上かけて両地を往復する。
また砂漠地帯で長時間行動できるため、古くから駱駝騎兵として軍事利用され、現代でも軍隊やゲリラの騎馬隊がラクダを使用することがある。現代ではインドと南アフリカ共和国の2か国が純軍事的にラクダ部隊を保有しており、2007年には、ダルフール紛争の国連平和維持活動に対し、インド政府がラクダ部隊を派遣すると報道された。インドのラクダ部隊は大隊規模で、国境警備隊（BSF）に属し、1986年に発足した騎乗音楽隊も保有している。

### 食用
ラクダの肉は食用とされ、また乳用としても利用される。血液を禁忌とするムスリムとユダヤ教徒以外は、生き血を飲むこともある。また、ユダヤ教徒はラクダはコーシャーではないため食べることはできない（後述）。
食用としてのラクダ利用において最も重要なものはラクダ乳の利用である。イスラム圏において古来乳用動物として飼育されてきたものはラクダ、ヒツジ、ヤギであるが、ラクダはヒツジやヤギに比べて授乳期間が長い（約13か月）上に乳生産量も一日5リットル以上と非常に多かったため、砂漠地帯の遊牧民の主食とされてきた。アラブにおいては、ヒツジやヤギの乳搾りが女性の仕事とされたのに対し、ラクダの乳搾りは男性の仕事とされてきた。ラクダ乳は主にそのまま飲用されたが、発酵させて酸乳（ヨーグルト）とすることもおこなわれた。ラクダ乳はウシやヒツジ、ヤギの乳と脂肪の構造が異なり、脂肪を分離することがやや困難である。さらにヤギやヒツジの乳のほうが脂肪の含有量も多いため、バターやチーズといった乳製品は主にヒツジやヤギから作られていた。しかし、ラクダ乳からバターやチーズを作ることも歩留まりが悪い上に技術も必要だが可能であり、その希少性ゆえに高級品として高く評価されていた。
ラクダの肉は食用とされるが、再生産が可能であり生産量も多いラクダの乳に比べると二義的なものとなる。若いラクダの肉は美味とされることもあるが、年老いて繁殖や乳生産のできなくなったラクダが食肉用に回されることが多く、そのため評価は一般に高くない。エジプトではラクダ肉は食肉として一番安く、カイロには食肉用と荷役用のラクダ市がそれぞれ立つ。7歳から9歳程度のラクダが主に食用とされるものの、脂分が非常に多く味が悪いため人気がない。
近年の中華料理において駱駝の瘤は駝峰・駝峯（繁体字: 駝峰·駝峯、簡体字: 驼峰·驼峯、トゥオフォン、拼音: tuófēng）と呼ばれ、八珍の一つとして珍重される食材である。繊維はあるものの脂肪の塊なので、味付けが重要な食材だが、味が付きにくいという欠点があり、上手に調理するにはある程度の技法が必要である。また、ラクダの足も駝掌（繁体字: 駝掌、簡体字: 驼掌、拼音: tuózhǎng）と称して食用とされる。

### 宗教上の禁忌
ユダヤ教の聖書（旧約聖書）である申命記14:7、レビ記11:4にて、食用は禁止されている。
イスラム教ではラクダはハラールとされているため、イスラム教徒はラクダの肉や乳を食べることができる。しかし、いくつかのイスラムの学派においてはラクダは不純物の量が多いとされ、そのため食した後に一部沐浴（Wudhu）をすべきと定めている学派もある。
また、同様の理由でラクダがうずくまっていた、あるいは座っていた場所はシャイターンの場所であるとして、その場所での礼拝をハラームであるとして禁じている学派もある。
ユダヤ教においては、ラクダはコーシャーではないとして食用とすることはできない。これは、ラクダはコーシャーである食肉の条件のうち一つしか満たしていないとされているためである。コーシャーの条件は反芻をし蹄が分かれているものに限られるが、ラクダは生物学的には蹄が分かれ、反芻をするものの、外見上蹄が毛に覆われて分かれているように見えないためカーシェールからはずされている。これはレビ記11章にしるされている。

### 皮革・毛など
- ラクダの毛（英語版） ‐ インドやイスラム圏で生産され、布・服などとなる。

皮はなめして用いられ、毛は織物、縄、絵筆などに利用される。古くから利用されており、新約聖書『マタイによる福音書』によれば洗礼者ヨハネはラクダの皮で作った服を着ていたとされる。
特に寒冷な中央アジアのフタコブラクダの毛は織物の素材として優秀である。

### 糞尿
- ラクダの尿（英語版） ‐ イスラム圏では薬や整髪料として扱われる。

木材が貴重品である乾燥地帯において、ラクダの糞は出された時点で水分が少なく、すぐに使える貴重な燃料であった。

### ラクダレース
ラクダを飼育する中東の諸国においては、ヒトコブラクダのレースである競駝（けいだ）が盛んに行われている。特にアラブ首長国連邦などアラビア半島の諸国においては非常に盛んであり、競馬のように、性別・年齢別でレースが行われる。レース距離は5-10kmと、競馬に比べると長距離である。遊牧民の流れをくむ湾岸諸国においてはラクダレースは最も格の高いスポーツであり、首長一族も観覧に訪れ、勝ったラクダの所有者には名誉が与えられる。ドバイにおいては冬季である1月から3月にかけてラクダレースが盛んに開催され、地元民のみならず観光客も多く訪れる人気のイベントとなっている。また、サウジアラビアにおいては首都リヤドで1974年以来一年に一度大ラクダレースが行われている。ラクダは全力疾走させるのに馬ほど技術が必要でないため、ラクダレースの騎手は近隣諸国からやってきた子供が務めることも多かったが、欧米の人権団体の非難によって騎手に年齢制限が設けられ、こうした光景は姿を消した。また、カタールやアラブ首長国連邦などにおいては、騎手をロボットに置き換えたレースも行われるようになってきている。

### ラクダ相撲
また、ラクダ同士を戦わせる競技の存在もある（ラクダ相撲）。この競技は、主にトルコで行われる。また、アフガニスタンでは、闘ラクダはノウルーズの伝統行事の一つとなっている。

### 観光
ラクダは砂漠のイメージと固く結びついており、砂漠の観光名所には観光客を乗せるためのラクダがいるところも多い。エジプトの首都カイロにはギザのピラミッドやスフィンクスへ向かう観光客相手のラクダ屋が多い。これはラクダの生息域だけの話ではなく、ラクダの生息していないメキシコのバハ・カリフォルニアなどでも観光客をラクダに載せるビジネスは行われている。また、日本の鳥取砂丘は砂漠ではないが、砂漠を連想させる光景であるため、やはりラクダがいて観光客が乗ることができる。
動物愛護団体の動物の倫理的扱いを求める人々の会は、エジプトのギザのピラミッド周辺で行われているラクダや馬に観光客を乗せるアトラクションは動物虐待であるとして、2023年、エジプト政府に対し禁止を求める抗議デモを行っている。

### 文化
アラビア語では人間との関係が深いラクダに関する言葉が豊富であり、基本的には以下の4つがある。なお、英語のキャメルの語源は雄ラクダを指すجمل (jamal) である。
| 意味               | 単数 | ラテン文字転写 | 複数   | ラテン文字転写 |
| ------------------ | ---- | -------------- | ------ | -------------- |
| ラクダ（集合名詞） |      |                | إبل    | ʾibil          |
| ラクダ             | بعير | baʿīr          | أبعرة  | ʾabʿira        |
| ラクダ             | بعير | baʿīr          | بعران  | buʿrān         |
| ラクダ             | بعير | baʿīr          | أباعر  | ʾabāʿir        |
| ラクダ             | بعير | baʿīr          | بعارين | baʿārīn        |
| 雄ラクダ           | جمل  | jamal          | جمال   | jimāl          |
| 雄ラクダ           | جمل  | jamal          | أجمال  | ajmāl          |
| 雌ラクダ           | ناقة | nāqa           | نوق    | nūq            |
| 雌ラクダ           | ناقة | nāqa           | نياق   | niyāq          |
| 雌ラクダ           | ناقة | nāqa           | ناقات  | nāqāt          |

イスラム教成立以前の中東では矢を使った籤で異なる大きさのラクダ肉の配分を決める賭博（賭矢、マイスィル）が盛んに行われていたが、クルアーンで禁止されると行われなくなった。
イスラム教の祝日であるイード・アル＝アドハー（犠牲祭）においては動物を犠牲に捧げ神への感謝を行う。犠牲とされる動物の中で最も価値が高いものはラクダだとされている。
イエスは「金持ちが神の国に入るよりも、ラクダが針の穴を通る方がまだ易しい」として金持ちを戒めた（新約聖書、マタイ19:24、マルコ10:25、ルカ18:24）。アラム語では、「ラクダ」と「ロープ」が同音語なので、福音書がギリシア語で書かれる時、「ロープ」を「ラクダ」と誤訳したという説がある。一方で、当時は「ラクダ」が大きな物の喩えとして用いられており、誤訳ではないという説もある。
アラブ医学の四体液説では、粘液質の人間の気質は「情緒が弱く鈍感だが、一旦事を始めると粘り強く耐久力がある」と考えられていた。ラクダは胆嚢がない無胆嚢動物であることから、黒胆汁を持たない粘液質の気質を持つ動物である、という民俗概念がある。
日本には何度かもたらされたが、役畜として普及することはなかった。
日本書紀には推古天皇の代の599年9月に百済から1頭を献上されたとある。
1821年7月に、雌雄のヒトコブラクダがオランダ商人の船で出島に運ばれ、幕府へ献上されることになった。江戸への移送中に川にかかる橋が洪水で落ちていてため、泳いで渡ったという記録が残っている。幕府は不要としたためヤン・コック・ブロンホフは遊女の糸萩に贈ったが、実際には香具師が引き受け、肥田織木綿三30端、色縮緬57端、青梅縞70端、紋羽30端と交換された。このラクダは見世物として有名になり、体ばかり大きく役に立たない人や物の例えを「ラクダ」と呼ぶようになった。この意味において、落語の題材にもなっている。